# Ogon diabła
Ogon diabła – zbiór opowiadań fantastyczno-naukowych autorstwa Janusza A. Zajdla, wydany przez Krajową Agencję Wydawniczą w 1982 roku w serii Fantazja–Przygoda–Rozrywka (tzw. „Serii z glistą”).

## Spis utworów
- Relacja z pierwszej ręki
- Telechronopator – pierwodruk: „Młody Technik”, 1966
- Stan spoczynku
- Eksperyment – pierwodruk: „Astronautyka”, 1966
- Po balu – pierwodruk: „Panorama”, 1977
- Awaria – pierwodruk: „Młody Technik”, 1978
- Dżuma, cholera i ciężka grypa – pierwodruk: „Płomyk”, 1970
- Uranofagia – pierwodruk: „Młody Technik”, 1972
- Woda życia – pierwodruk: „Przegląd Techniczny”, 1978
- ...et in pulverem reverteris – pierwodruk: „Młody Technik”, 1979
- Felicitas
- Psy Agenora – pierwodruk: „Perspektywy”, 1980
- Epizod bez następstw – pierwodruk: „Płomyk”, 1979 pt. Bogowie wracają do nieba
- Dzień liftera – opowiadanie włączone do powieści Limes inferior
- Raport z piwnicy – po raz pierwszy w antologii pt. Kroki w nieznane, t. 5 z 1974 roku
- Metoda laboratoryjna – pierwodruk: „Młody Technik”, 1973
- Skok dodatni – pierwodruk: „Razem”, 1978; po raz pierwszy w antologii pt. Gość z głębin, 1979
- Ogon diabła